# Arrondissement de Lahn-Dill
L’arrondissement de Lahn-Dill est un arrondissement (Landkreis en allemand) de Hesse (Allemagne) situé dans le district (Regierungsbezirk en allemand) de Giessen. 
Son chef-lieu est Wetzlar.

## Situation géographique
L'arrondissement de Lahn-Dill est situé au nord-ouest de Hesse. Le territoire est montagneux, les plus hauts monts du Land se trouvent ici. L'arrondissement a des limites avec les arrondissements de Siegen-Wittgenstein, Wetterau, Gießen, Marbourg-Biedenkopf, Limburg-Weilburg et Haut-Taunus.

## Villes, communes et communautés d'administration
(nombre d'habitants en 2006)
| Städte 1. Aßlar (13 724) 2. Braunfels (11 163) 3. Dillenburg (23 859) 4. Haiger (19 534) 5. Herborn (20 902) 6. Leun (5 834) 7. Solms (13 511) 8. Wetzlar, (Sonderstatusstadt) (51 780) | Gemeinden 1. Bischoffen (3 427) 2. Breitscheid (4 990) 3. Dietzhölztal (6 027) 4. Driedorf (5 168) 5. Ehringshausen (9 368) 6. Eschenburg (10 606) 7. Greifenstein (7 158) 8. Hohenahr (4 964) 9. Hüttenberg (10 673) 10. Lahnau (8 217) 11. Mittenaar (4 962) 12. Schöffengrund (6 316) 13. Siegbach (2 824) 14. Sinn (6 523) 15. Waldsolms (5 052) |

## Coopération internationale
L'arrondissement de Lahn-Dill entretient des partenariats avec :
- Osmangazi (Turquie)
- Powiat de Grodzisk Wielkopolski (Pologne)